# Mura di Seggiano
Le mura di Seggiano sono un'opera di architettura militare. Costituiscono il sistema difensivo dell'omonimo borgo.

## Storia
La cinta muraria di Seggiano venne costruita in più fasi durante il periodo medievale.
Già nel corso del X secolo fu realizzata una primitiva struttura difensiva a protezione del centro che si stava sviluppando; inizialmente vi erano due porte di accesso al borgo. L'opera venne riqualificata nel corso dei secoli successivi, con l'aggiunta del complesso fortificato del Cassero Senese verso la metà del Duecento.
In epoca rinascimentale fu aperta una terza porta per migliorarne l'accessibilità.

## Descrizione
Le mura di Seggiano delimitano interamente il borgo di origini medievali.
Nel complesso si presentano sotto forma di una cortina muraria in blocchi di pietra, con alcuni tratti a vista ed altri oramai parzialmente o completamente incorporati nelle mura perimetrali esterne di edifici del centro storico. Lungo il perimetro della cerchia muraria si aprono tre porte di accesso al borgo: la porta di San Gervasio, che ha conservato in larga parte gli originari elementi stilistici del periodo medievale, la porta degli Azzolini, costruita dall'omonima famiglia in collaborazione con gli Ugurgeri sul finire del Quattrocento, e la porta del Mercato, aperta già nel corso del Medioevo ma parzialmente ricostruita nel corso degli ultimi secoli.
Risulta invece completamente perduto il Cassero Senese.